# Sattar Bahlulzade
Sattar Bahlulzade (ázerbájdžánsky: Səttar Bəhlulzadə; 15. prosince 1909 Amirdžan – 14. října 1974 Moskva) byl ázerbájdžánský malíř, známý svými krajinomalbami. Je považován za zakladatele ázerbájdžánského impresionismu. Mezi jeho nejznámější obrazy patří Slzy Kapazu (1965), Břeh Gudijalchaje (1953), Sen o zemi (1961), Večer nad Kaspickým mořem (1959) a Gojgol (1964). Většinu jeho děl vlastní Národní muzeum umění Ázerbájdžánu, kde je umělci věnován speciální sál. 

## Život
Byl třetím dítětem v rodině po dvou starších sestrách. Lásku k malování získal již v raném dětství. Jeho učitel hudby na škole byl skladatel Muslim Magomajev, dědeček proslulého zpěváka stejného jména. Od roku 1927 navštěvoval Národní umělecký institut v Baku. Po promoci v roce 1931 začal pracovat pro místní komunistické noviny jako ilustrátor. Pracoval v redakci dva roky. V roce 1933 začal studovat na Moskevské škole malířství, sochařství a architektury, kde se stal žákem Vladimira Favorského. Právě tehdy začal projevovat zájem o krajinomalbu. Jeho časté letní cesty na Krym sehrály důležitou roli v rozvoji jeho krajinářského umění. Po návratu do Baku se ale jeho tvorba zaměřila na historické osobnosti a událostí. V roce 1941 se stal členem Svazu umělců SSSR. V poválečných letech maloval krajinu na Apšeronském poloostrově. Zpočátku užíval realistický přístup k zobrazení přírody, jak ho to učili jeho učitelé. Brzy však vyvinul vlastní styl. Maloval ovšem i průmyslovou krajinu, zejména ho přitahovala ropná pole. 
V roce 1973 dostal otravu krve. Léčil se v nemocnici v Baku, jeho stav se ale nelepšil. Hlavní lékař nemocnice mu řekl, že jediný způsob, jak se uzdravit, je pokračovat v léčbě v Moskvě. Úředníci však odmítli umělcovu cestu do Moskvy zaplatit, a tak cestu zorganizovali jeho přátelé. Přesto to nepomohlo, 14. října 1974 v Moskvě zemřel. Nebyl pohřben v Aleji cti v Baku, jak se očekávalo, ale na vlastní žádost ve svém rodném Amirdžan, vedle hrobu své matky. Sochař Omar Eldarov vztyčil nad jeho hrobem pomník zobrazující umělce se dvěma prázdnými rámy.

## Povaha
Ke specifikům jeho tvorby patří, že nikdy nevytvářel zimní krajiny. V zimě maloval převážně ve svém ateliéru, kde zpracovával dojmy z léta. Všechny jeho krajiny jsou tak rozzářené a plné slunce. Většinu života žil ve své rodné vesnici, do města zajížděl jen zřídka. Nikdy nebyl ženatý a byl znám spíše jako samotář. Své obrazy často rozdával jako dárky. To poznala i Národní galerie v Praze roku  1964, kdy zde měl Bahlulzade výstavu. Galerie si na ní vybrala pět obrazů, které chtěla zakoupit. Malíř jí je však dal darem. Proto také zůstal po většina života spíše chudý, byl například proslulý tím, že kouřil nejlevnější značku cigaret. Dalším jeho typickým znakem byly dlouhé vlasy. Za celý život se prý ostříhal jen dvakrát. Poprvé tehdy, když se ázerbájdžánský sochař Fuad Abdurachmanov rozhodl vytvořit jeho sochu. Bahlulzade tušil, že by se sochař soustředil na jeho vlasy a unikla by mu tak osobnost, proto se do jeho ateliéru dostavil nečekaně ostříhaný. Mramorová socha Bahlulzadeho s krátkými vlasy je dnes vystavena v Národním muzeu umění Ázerbájdžánu v Baku. Měl i pověst podivína. Když mu v 50. letech odmítli přijmout obraz na výstavu v Bakuském muzeu umění, s odůvodněním, že "dezinterpretuje přírodu", zničil ho na místě a svým kritikům řekl: ""Jste jen obkreslovači pohlednic. Ani nevíte, jak příroda vypadá!"